# Ntseimbang
Ntseimbang (ou Tsenmbang) est une localité du Cameroun située dans la Région du Nord-Ouest, le département du Bui et la commune de Jakiri.

## Population
En 1969, la localité comptait 583 habitants, principalement des Nso.
Lors du recensement national de 2005, on y a dénombré 471 personnes.
En 2012, la population est estimée à 975 habitants.